# These Are My Twisted Words
These Are My Twisted Words — пісня англійського рок-гурту Radiohead. Її виклали через BitTorrent 12 серпня 2009 року, можливо, самим гуртом, і вийшла 17 серпня для вільного завантаження з сайту Radiohead.

## Реліз
12 серпня 2009 року «These Are My Twisted Words» без попередження з'явився на BitTorrent-трекері What.CD. Текстова замітка, включена до торрент-файлу, містив ASCII-графіку, загадковий вірш і посилання на дату релізу — 17 серпня. Оглядачі, зокрема Ґардіан і Rolling Stone, припустили, що Radiohead самі виклали пісню у мережу після того, як їхній альбом In Rainbows (2007) вийшов за принципом «pay what you want» («заплати, скільки хочеш»).
17 серпня Radiohead випустили пісню «These Are My Twisted Words» для вільного завантаження зі свого веб-сайту та через торрент-файл, розміщений на сайті Mininova. Завантаження включало кілька ілюстрацій Йорка та давнього соратника Radiohead Стенлі Донвуда, з пропозицією роздрукувати їх на кальці. У блозі, де анонсувалася пісня, гітарист Джонні Ґрінвуд повідомив, що робота над нею була завершена нещодавно, але так і не згадав про витік. Radiohead виконали «These Are My Twisted Words» під час туру The King of Limbs 2012 року.

## Композиція
«These Are My Twisted Words» написана в розмірі 5/4. Вона відкривається моторик-бітом барабанщика Філіпа Селвея, перш ніж вступає вокал Йорка. Деніел Крепс з Rolling Stone відзначив вплив краут-року і порівняв пісню з треком «Weird Fishes / Arpeggi» з In Rainbows. Білл Бредлі з Vanity Fair сказав, що вона має «фірмовий моторошний звук Radiohead». Метью Шніппер з The Fader описав її як «просту пісню» з «працьовитим, впертим духом, що йде вперед».

## Відгуки
Брайан Паркс з PopMatters поставив «These Are My Twisted Words» сім балів з десяти, описавши її як «найновішу в довгій низці нетрадиційно красивих пісень, якими славиться Radiohead». Бредлі з Vanity Fair написав, що пісня сподобається «всім наверненим». Однак Райан Домбал з Pitchfork написав, що її «нудотні гітари, легковажний моторик-біт і невиразно плаксиві слова читаються майже, як пародія», і зробив висновок, що вона «не настільки приваблива, як її спосіб розповсюдження». 2016 року Rolling Stone включив «These Are My Twisted Words» до свого списку «20 шалено чудових пісень Radiohead, які знають тільки хардкор-фанати».